# Jordkonst

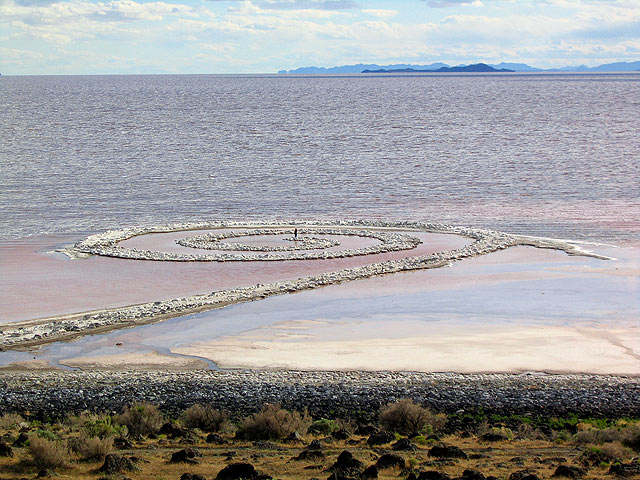
Spiral Jetty av Robert Smithson i Utah

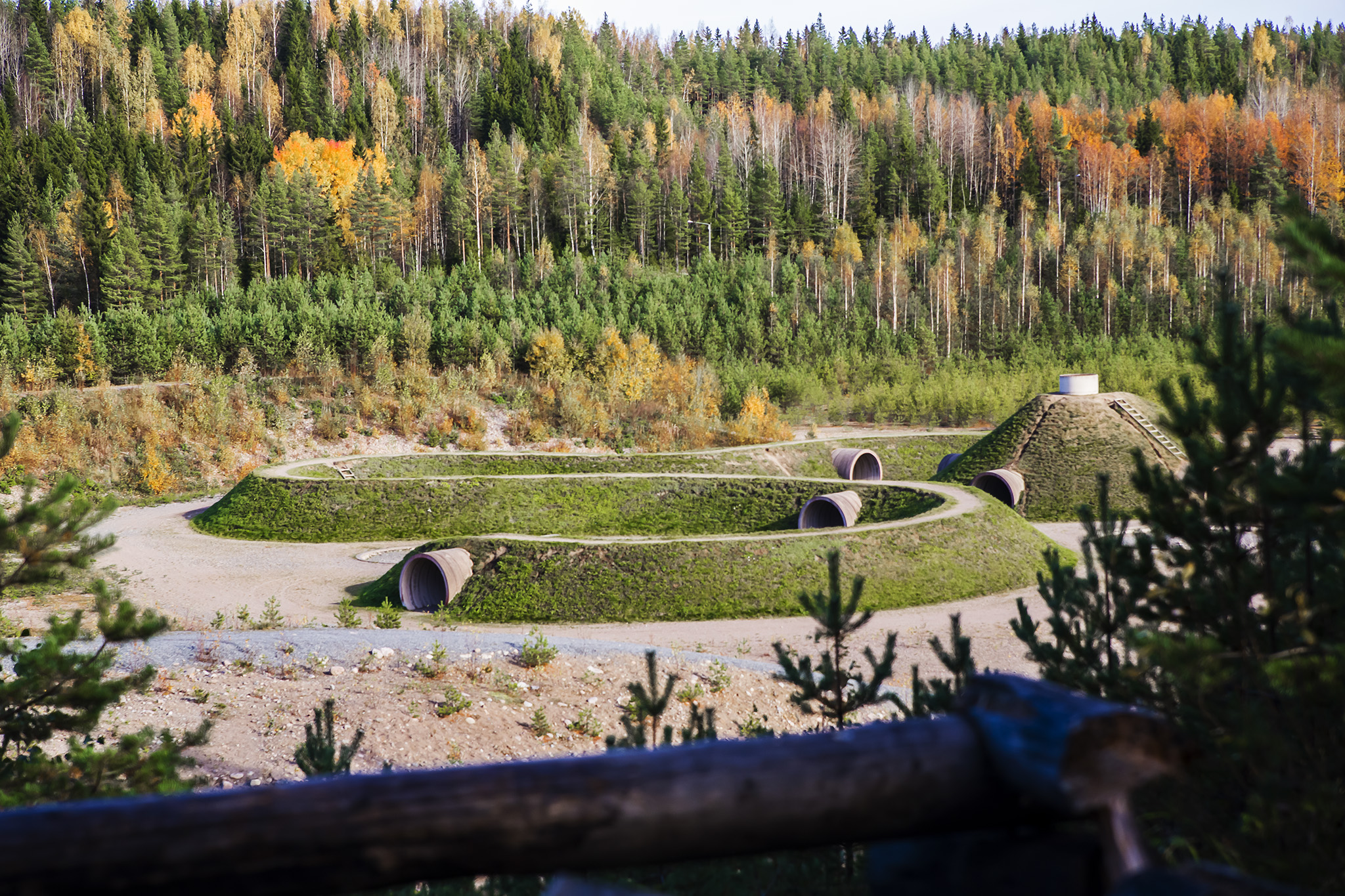
Up and Under av Nancy Holt i Finland

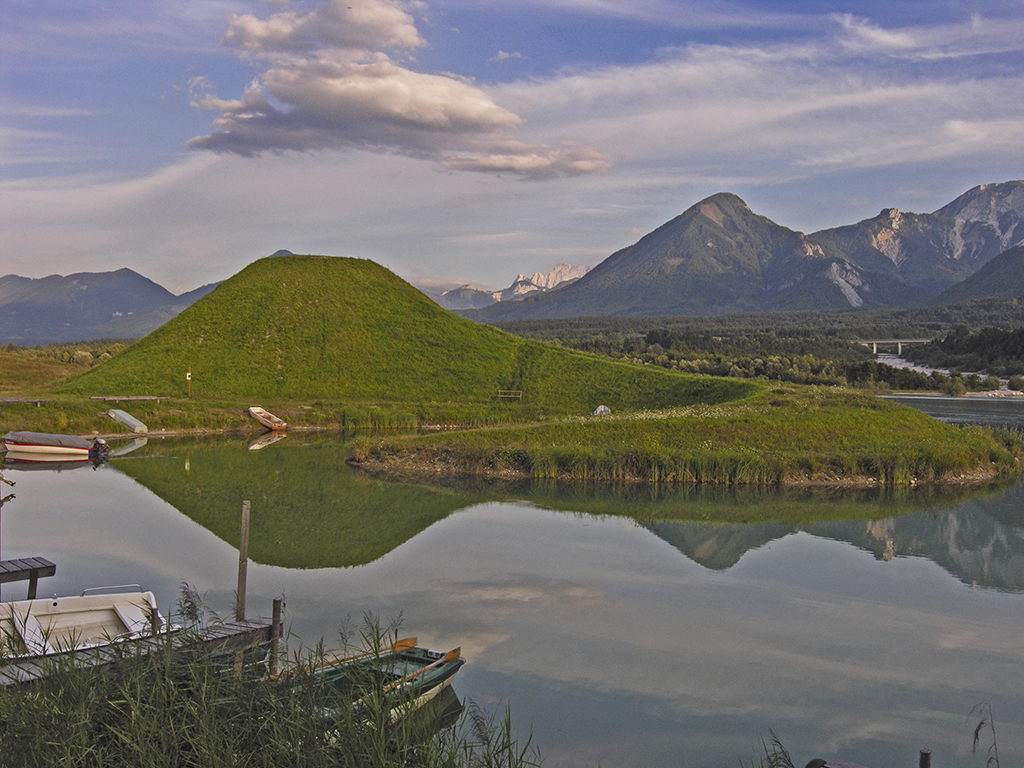
Zikkurat-Drauwelle av bröderna Hoke i Kärnten i Österrike

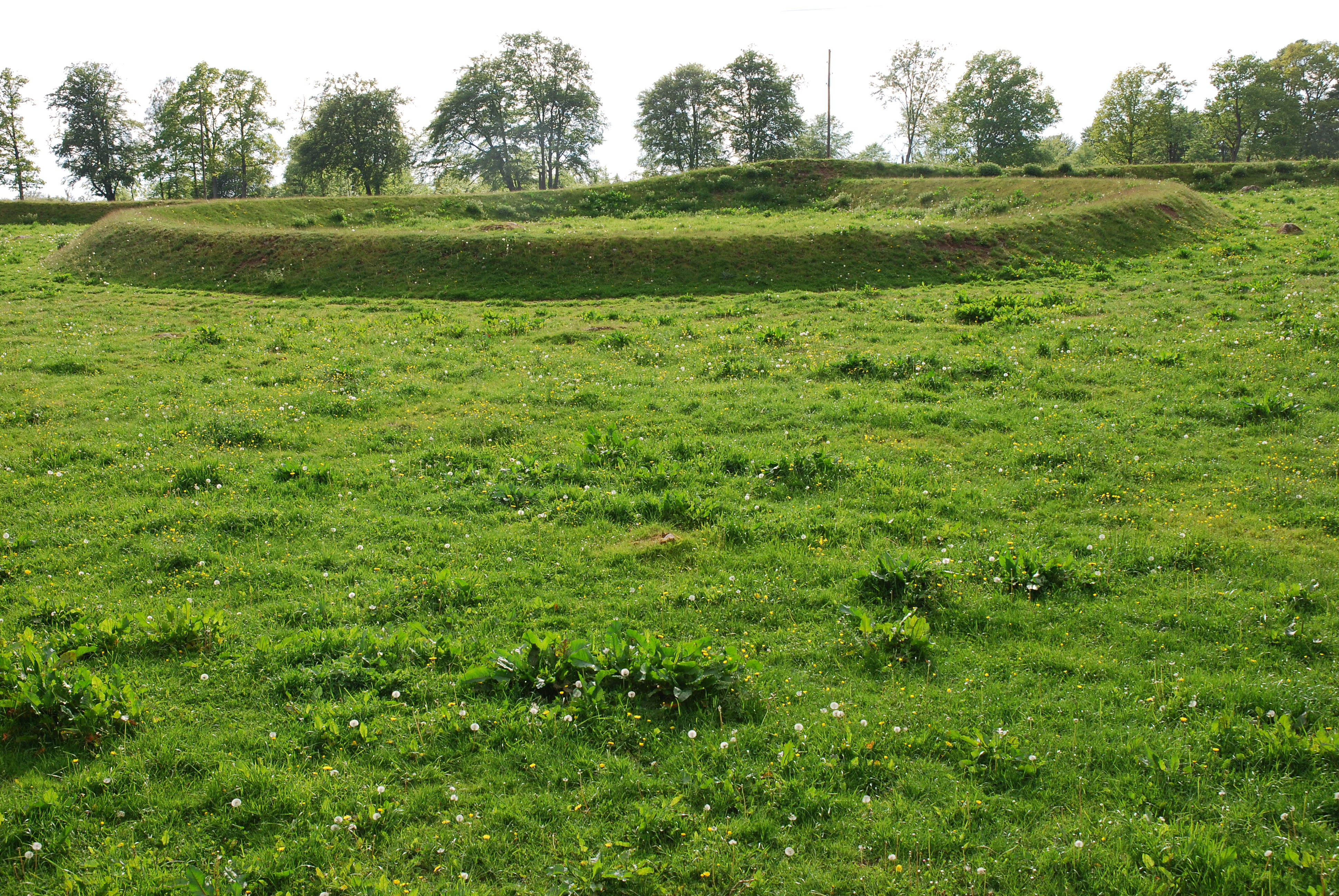
11 Minute Line av Maya Lin i Wanås skulpturpark

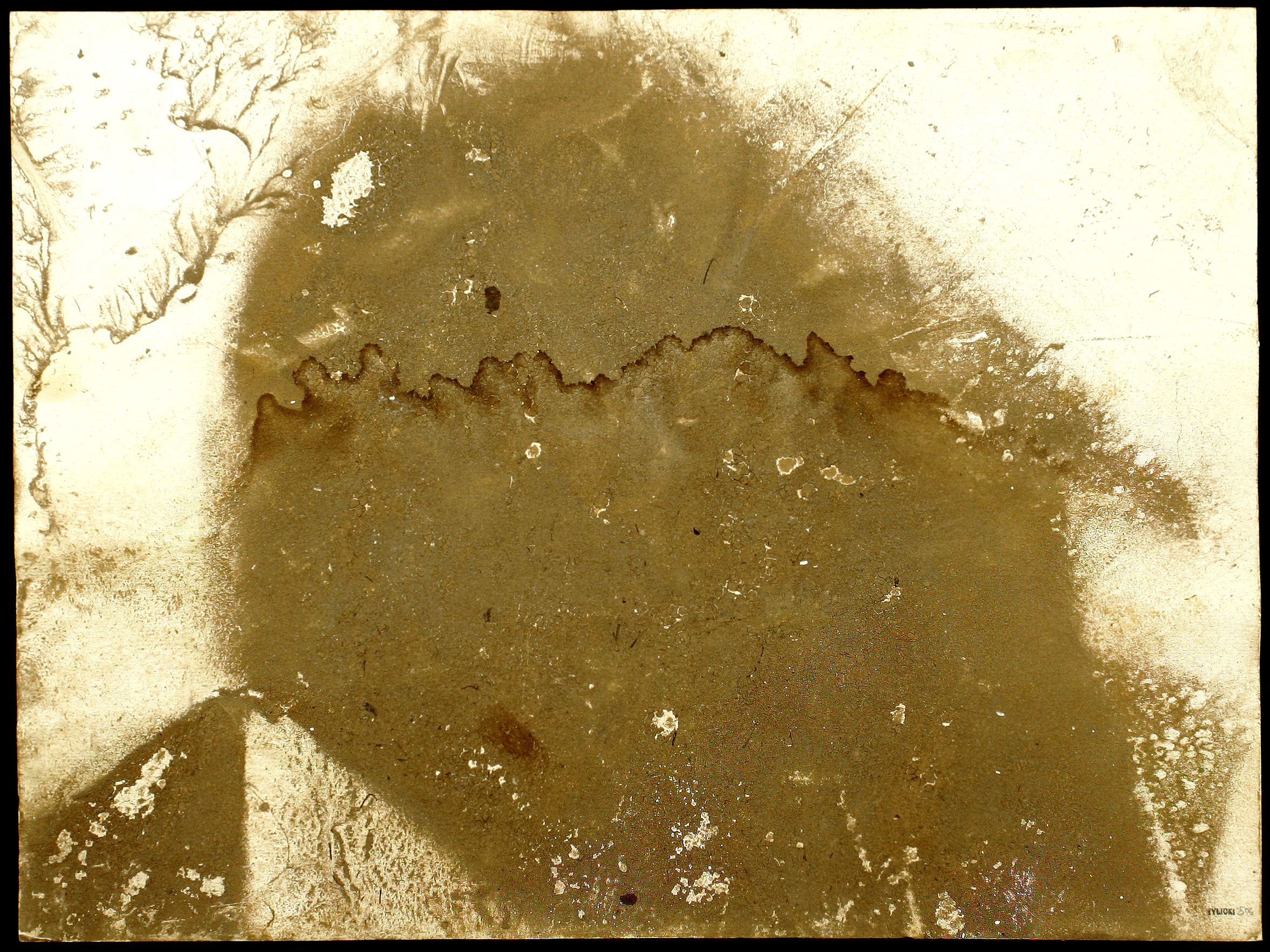
Kartongark som legat fyra dagar vid stranden av Höje å, sydväst om Lund. Av Jacek Tylicki, 473 X 354 mm, 1981

Jordkonst (engelska: earth art eller land art) är en form av installationskonst med rötter i USA på 1960-talet, som utvecklades under 1970-talet med skapandet av flera storskaliga verk. Jordkonst är en konstform mellan konventionell installationskonst och landskapsarkitektur. En närliggande och ibland överlappande form av installationskonst är miljökonst.
Verken utgör resultatet av ett intresse för omformning av landskapet, ibland i monumental skala. Tidiga utövare av jordkonst, med verksamhet i New York, önskade också föra ut sin skulptur- och installationskonst från konstgallerimiljön och hade ett kritiskt förhållningssätt till konstverk som kommersiella objekt. De sökte sig därför mot icke flyttbara, storskaliga konstverk. Ett känt tidigt, inflytelserikt verk är Spiral Jetty av Robert Smithson från 1970, en spiral av stenblock i Stora saltsjön i Utah i USA som innebar en betydande landskapsomvandling.

## Exempel på jordkonstverk
- Up and Under
- Zikkurat-Drauwelle
- Spiral Jetty
- Observatorium Robert Morris
- Rodenkratern
- Sädesfältscirkel
- The Vertical Earth Kilometer